# Jos Dupré
Jozef (Jos) Dupré (ur. 8 lipca 1928 w Veerle, zm. 2 grudnia 2021) – belgijski i flamandzki polityk, redaktor i samorządowiec, parlamentarzysta, w czerwcu 1995 przewodniczący Izby Reprezentantów.

## Życiorys
Z wykształcenia prawnik, kształcił się na Katholieke Universiteit Leuven. Zawodowo związany początkowo z dziennikarstwem. W 1957 został redaktorem ekonomicznym dziennika „De Standaard”. Później pełnił różne funkcje w administracji, w 1966 powołany na dyrektora rady gospodarczej prowincji Antwerpia.
Zaangażował się w działalność polityczną w ramach flamandzkich chadeków – Chrześcijańskiej Partii Ludowej, przekształconej później w ugrupowanie Chrześcijańscy Demokraci i Flamandowie. Na poziomie lokalnym był członkiem władz tej formacji do 2013. Od 1977 do 1982 i od 1989 do 1996 zajmował stanowisko burmistrza Westerlo. W latach 1974–1996 sprawował mandat posła do federalnej Izby Reprezentantów. W czerwcu 1995 pełnił funkcję jej przewodniczącego.
Zasiadał też w radzie Flamandzkiej Wspólnoty Belgii i Regionu Flamandzkiego. W administracji regionalnej był ministrem mieszkalnictwa (1987–1988), a także ministrem środowiska oraz małej i średniej przedsiębiorczości (1988). W rządzie federalnym w latach 1988–1992 zajmował stanowisko sekretarza stanu, odpowiadając głównie za reformę instytucjonalną.